# 托馬斯·托庫斯
托馬斯·托庫斯（Thomas Aiden Turgoose，1992年2月11日—）是英國的一位演員。他最著名的作品是在電影這就是英格蘭中飾演Shaun Field角色。隨後他也飾演了同名系列電視劇。